# تريفور لي (مصارع محترف)
تريفور لي (بالإنجليزية: Trevor Lee)‏ هو مصارع محترف أمريكي، ولد في 30 سبتمبر 1993 في كاميرون في الولايات المتحدة.